# Materiale resistente
Materiale resistente 1945-1995 è stato un progetto del Comune di Correggio per festeggiare in musica il 50º della Liberazione d'Italia dal nazifascismo, insieme ad artisti, partigiani e istituzioni: prevedeva un cd in studio e un doppio concerto, il 25 aprile 1995.
A questo si aggiunsero, per iniziativa del regista Davide Ferrario, un documentario e un libro fotografico dedicati all'appuntamento, che portano quasi lo stesso nome di disco e concerto: Materiale resistente (senza "1945-1995") il film, e Materiali resistenti (al plurale) il volume.
Il titolo Materiale resistente si deve a Fabrizio Tavernelli, della band correggese A.F.A. – Acid Folk Alleanza, fra gli ideatori dell'intero progetto, il cui intento fu di unire idealmente due generazioni, quella del rock e quella dei partigiani, che difficilmente si sarebbero incontrate in una giornata di celebrazioni rituali: «Resistenza e rock: un'intuizione formidabile per mettere insieme vecchi e giovani.»

## Il disco
L'album, curato dai C.S.I. – Consorzio Produttori Indipendenti, è stato prodotto con il sostegno del Comune di Correggio e della Provincia di Reggio Emilia, e il patrocinio del Comitato provinciale per le celebrazioni del 50º della Resistenza e della Liberazione: contiene canti partigiani reinterpretati da vari gruppi contemporanei, in gran parte legati all'etichetta dei C.S.I. Il dischi del mulo, o per dirla con la controcopertina del libro fotografico, «18 cover di canzoni della Resistenza eseguite dal meglio del rock indipendente italiano».
Uscì nell'aprile del 1995, pochi giorni prima del concerto.

## Tracce
Testi e musiche di AAVV; edizioni musicali I dischi del mulo.
1. Üstmamò – Siamo i ribelli della montagna – 4:53
2. Officine Schwartz – Ciao Bella – 3:33
3. Umberto Palazzo e Il Santo Niente – Wir Sind Partisanen – 3:23
4. A.F.A. – Con la guerriglia – 3:55
5. Settore Out – Amore ribelle – 1:45
6. Consorzio Suonatori Indipendenti – Guardali negli occhi – 4:55
7. Corman & Tuscadu – La complainte du partisan – 3:25
8. Disciplinatha – Vi ricordate quel 18 aprile – 3:20
9. Yo Yo Mundi – I banditi della Acqui – 3:19
10. Mau Mau – Resistenza, Marzo '95 – 4:56
11. Gang – Eurialo e Niso – 5:38
12. Lou Dalfin – Lou Pal – 3:25
13. Coro "I 101" di Fabbrico – Spara Jurij – 1:40
14. Modena City Ramblers – Bella ciao – 3:15
15. Marlene Kuntz – Hanno crocifisso Giovanni – 3:20
16. Skiantos – Fischia il vento – 2:41
17. Africa Unite – Il partigiano John – 3:41
18. Rosso Maltese – Il canto dei deportati – 4:43

Durata totale: 65:47

## Il concerto
Gli stessi gruppi che avevano inciso il CD, tranne gli Skiantos, non coinvolti, furono protagonisti del concerto gratuito tenuto il pomeriggio del 25 aprile 1995 a Lemizzone, frazione di Correggio, presso un edificio rurale che durante la Resistenza era stata una "casa di latitanza", cioè abitazione presso cui antifascisti e partigiani trovarono riparo e ospitalità: vi accorsero circa seimila persone, in prevalenza giovani, da molte parti d'Italia.
Il manifesto della giornata, identico alla copertina del CD, annunciava inoltre un concerto serale, nel cinema Cristallo di Correggio, dove gli A.F.A., presenti sia nel disco sia all'appuntamento pomeridiano, hanno musicato dal vivo il film del 1945 Giorni di gloria, diretto da Mario Serandrei, Luchino Visconti, Marcello Pagliero e Giuseppe De Santis: questa colonna sonora è disponibile su YouTube.

## Il documentario
«Quando venni a sapere che stavano organizzando nel comune emiliano un 25 aprile fuori dagli schemi [...] già stavo dicendo: "Facciamone un film"»: così il regista Davide Ferrario spiega la genesi del documentario. E aggiunge: «Chiedere a Guido Chiesa di fare questo film insieme è stata un'altra scelta pressoché immediata».
Vennero così fatte – «con una troupe piccola ma grande di cuore» – molte riprese sia durante il concerto sia nei giorni precedenti, con interviste a ex partigiani davanti ai cippi che nella campagna correggese ricordano i martiri della Resistenza; completano l'opera numerosi materiali d'archivio relativi alla lotta di Liberazione e all'immediato dopoguerra.
Fra le sequenze più emozionanti, l'intervento improvvisato di Germano Nicolini: l'ex comandante partigiano "Diavolo", alla prima uscita pubblica dopo la riabilitazione giudiziaria, fu invitato sul palco fra un gruppo musicale e l'altro, venendo accolto con calore dal giovane pubblico, che si mise a cantare spontaneamente Bella ciao.
Il lungometraggio è stato prodotto da Davide Ferrario, Franca Bertagnolli e Maurizio Totti per Dinosaura in collaborazione con Colorado Film; il montaggio è di Luca Gasparini, la fotografia di Giovanni Cavallini e Gherardo Gossi per i materiali di attualità; il suono di Giuseppe Napoli; organizzatore Giovanni Saulini.
Nella controcopertina del quasi omonimo libro, viene definito «Un documentario sulla musica e sui ribelli della montagna (e della città) di ieri e di oggi». Ferrario, sul quotidiano il Manifesto nel 25º di Materiale resistente, scrive infatti di quell'esperienza: «Non era solo una ripresa delle esibizioni musicali, ma un'indagine e una riflessione sul senso dell'antifascismo nel 1995, un anno dopo l'ascesa di Silvio Berlusconi. Il film – prosegue il regista – ebbe una lunga e felice vita nei festival ma anche nelle sale; e un formidabile successo con una distribuzione home video nelle edicole fatta proprio con il Manifesto».

## Il libro
Nell'estate successiva al concerto fu pubblicato il volume Materiali resistenti, «immagini e parole dalle canzoni e dal film, e non solo».
Il libro propone infatti numerosi scatti di quella giornata e ulteriori testimonianze dei protagonisti, nell'insolito formato 24 x 33 (tipo album da disegno, ma in verticale): i testi sono di Guido Chiesa, Davide Ferrario, Giovanni Lindo Ferretti e Fabrizio Tavernelli, le fotografie di Fabrizio Cicconi, Franca Bertagnolli e Sabina Lafasciano; ideazione e cura di Davide Ferrario, progetto fotografico di Cicconi, progetto grafico di Filippo Partesotti; stampato dalla Stamperia Stefanoni di Bergamo nell'agosto 1995.

## Il seguito
Dall'esperienza cinematografica di Materiale resistente nacquero altri due lungometraggi ambientati a Correggio, curati dagli stessi autori sugli stessi temi: Partigiani nel 1997 e Comunisti nel 1998.
Il primo è un film documentario di 62 minuti, girato in vari formati, dal vide8 al super16, e firmato da cinque registi: a Ferrario e Chiesa si aggiunsero infatti Antonio Leotti, Marco Puccioni e Daniele Vicari, che curano ciascuno un segmento (un tema) autonomo. Produttori furono Chiesa e Mario Mazzarotto per Intelfilm, e l'ANPI di Correggio, con il sostegno di Comune di Correggio, Provincia di Reggio Emilia e Regione Emilia-Romagna: protagonisti sono ex partigiani ed ex staffette, dei quali i registi sottolineano la giovanissima età all'epoca della lotta, e l'origine sociale, contadina nella quasi totalità dei casi. Nella parte di finzione, che ricostruisce un episodio vero della Resistenza correggese, recita Giuseppe Cederna; nelle interviste compare Luciano Ligabue, insieme allo zio ex partigiano. Musiche di alcuni dei gruppi di Materiale resistente, come gli Afa, i CSI e "I dischi del mulo".
Comunisti invece, su soggetto di Ferrario, è stato diretto dallo stesso Ferrario insieme con Vicari: prodotto sempre dalla Dinosaura, fu montato da Ilaria Fraioli e musicato da CSI, Modena City Ramblers e Officine Schwartz.
Dura 58 minuti ed è dedicato in gran parte alla vicenda di Germano Nicolini, il comandante partigiano condannato innocente per l'omicidio don Pessina, con rare interviste a tutti i protagonisti della vicenda, vittime di una macchinazione politico-giudiziaria che portò alla condanna sia di tre innocenti (Prodi e Ferretti oltre a Nicolini) sia – ma per autocalunnia, perché non creduti – di due dei partecipanti alla ronda finita tragicamente (Catellani e Righi).
Particolarmente significativa la testimonianza di William Gaiti, il terzo componente della ronda, che nel 1991 – a 45 anni dai fatti – confessò d'aver sparato al parroco («accidentalmente»), rendendo così possibile la revisione del processo a carico degli estranei e la loro riabilitazione giudiziaria e morale.